# Derecho lingüístico del occitano
El derecho lingüístico es el marco legal de aprendizaje y uso lingüístico. En el caso de la lengua occitana, esta es legislada por el derecho de diferentes entidades administrativas donde históricamente se ha hablado, tanto a nivel regional, como estatal y supranacional.

## Territorios regionales

### Occitania

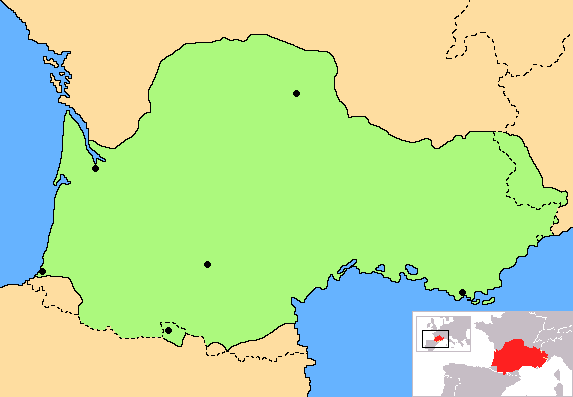
Occitania

- Auvernia: censo del año 2006 Pratiques et représentations des langues régionales (IFOP) sobre el occitano y el borbonés (lengua de oil).[1]

- Aquitania: las Orientations 2008-2010 de la politique publique concertée en faveur de la langue occitane en Aquitaine[2] de 22 de enero de 2008, y las quince medidas que pretenden[3] junto con la posterior Convention cadre de partenariat pour le developpement et la structuration de l'offre d'enseignement de l'occitan et en occitan dans l'Académie de Bordeaux - enseignement public, enseignement privé – (2011 - 2015)[4] de 27 de junio de 2011, son dos documentos que pretenden coordinar esfuerzos entre la región y sus departamentos en las orientaciones aprobadas en los años 2008 y 2011 para establecer una política lingüística pública para el occitano que pretenden la transmisión intergeneracional de la lengua, su socialización y la enseñanza de y en occitano.

- Lemosín: acompañamiento y soporte para las organizaciones que trabajan para la promoción de la lengua.

- Languedoc-Rosellón: la Stratégie du Conseil Régional LR en faveur de l'Occitan[5] de 3 de febrero de 2006, pretende coordinar esfuerzos dentro de la región en materia de educación (aumento de líneas bilingües y de plazas de profesorado, formación de adultos, etc.), cultura (subvención de teatro y otras manifestaciones de cultura popular), sociedad (subvención de medios de comunicación orales y escritos, y promoción de la lengua como herramienta de comunicación no solo folclórica), estructuras de promoción lingüística y cultural (CIRDOC, etc.) y colaboración con el resto de regiones de habla occitana.

- Mediodía-Pirineos: el Schéma régional de développement de l'occitan 2008 – 2013[6] de 20 de diciembre de 2007, pretende coordinar esfuerzos dentro de la región para crear una política pública para el desarrollo de la lengua y la cultura occitanas mediante una orientación hacia la educación, los medios de comunicación, el papel social de la lengua, la subvención y difusión de obras en occitano y la investigación lingüística y cultural. A nivel municipal destaca la Charte municipale pour la langue et la culture occitanes[7] de la ciudad de Toulouse, dentro del Projet culturel pour Toulouse 2009-2014.

- Provenza-Alpes-Costa Azul: el Cadre d'intervention "Edition – Arts Visuels – Cultures Régionales",[8] de 22 de octubre de 2010, es un estudi que pretende plasmar las ayudas a la creació artística y literaria en el sector de las lenguas y las culturas regionales, y crear y mantener una red regional de los centros de referencia para su valorización, difusión, uso y transmisión sociales.

- Ródano-Alpes: el informe Reconnaître, valoriser, promouvoir l'occitan et le francoprovençal, langues régionales de Rhône‐Alpes,[9] de 9 de julio de 2009, es un estudio sobre el interés social de la lengua y, entre otros, la creación de un comité de expertos para una política lingüística a favor de las lenguas regionales y el nombramiento de un consejero con la función de llevar a cabo acciones y campañas de socialización y uso de la lengua.

### Cataluña
- Valle de Arán
  - El Estatuto de Autonomía de Cataluña de 2006 se refiere en el artículo 6 a la lengua propia y las lenguas oficiales. El artículo 6.5 oficializa la lengua occitana en Cataluña cuando esmenta que La lengua occitana, denominada aranès en Aran, es la lengua propia de este territorio y es oficial en Cataluña, según lo que establecen este Estatuto y las leyes de normalización lingüística.
  - La Ley de Arán, de 1990,[10] desarrolla el régimen especial del Valle de Arán.
  - La Ley de política lingüística, de 1998,[11] desarrolla las competencias en legislación lingüística.
  - La Ley del occitano, aranés en Arán, de 2010,[12] desarrolla la legislación lingüística en materia del occitano tanto en Cataluña como en el Valle de Arán.

### Piamonte

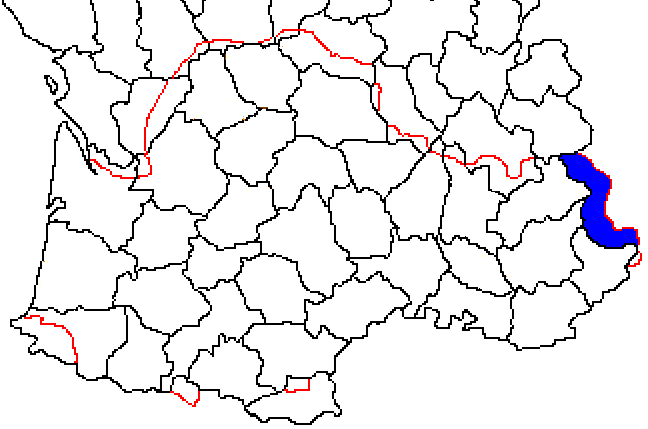

- Valles Occitanos: el Statuto de la Regione Piemonte[13] (2005) postula la protección oficial de las minorías lingüísticas, entre ellas la occitana, en los artículos 7.3 y 7.4 de Patrimonio culturale. Asimismo, la Ley regional n. 11 de 2009[14] de Tutela, valorizzazione e promozione del patrimonio linguistico del Piemonte, esmenta la protección y valorizació lingüísticas y la descripción oficial de las comunidades lingüísticas de lengua piamontesa, occitana, francoprovenzal y walser (alto alemán). Esta ley es una modernización de la Ley n. 482 de 1999 de Norme in materia di tutela delle minoranze linguistiche storiche, en la que no se incluía la comunidad de lengua piamontesa.

### Calabria
- Guardia Piamontese: el Statuto de la Regione Calabria (2003) esmenta la protección y valorización de las minorías lingüísticas, entre ellas la occitana, en su artículo 2.2.p de Princìpi e Finalità.[15]

## LaCarta interregionaldel occitano (2011)
Ante la cantidad de textos y de varias propuestas de cada una de las regiones de habla occitana, el Consejo Regional de Aquitania aprobó, el 24 de octubre de 2011, la Charte de coopération interrégionale et transfrontalière de développement de la langue occitane ou langue d'Oc,, un texto que pretende llevar a cabo una política lingüística efectiva de forma colaborativa con el resto de regiones occitanas "con el objetivo de invertir la tendencia actual, para llegar, al final, a un aumento significativo del número de hablantes".
Esta carta se trata, pues, de una colaboración transfronteriza e interregional que pretende definir un marco de acción común en materia de enseñanza, formación de adultos, medios de comunicación orales y escritos, fomento y difusión de la lengua e investigación científica, para contribuir al incremento de su transmisión y para promover la diversidad lingüística y cultural. 
Es un texto aprobado por las regiones de Aquitania, Auvernia, Languedoc-Rosellón, Lemosín, Mediodía-Pirineos, y Ródano-Alpes que, aunque solamente conste de líneas de actuación muy generales, marca siete ejes (especialmente, la enseñanza de la lengua) a través de los cuales se pueda constituir una política lingüística para el occitano.
1. Enseñanza: creación de nuevas líneas bilingües en primaria y secundaria, clases de occitano en la escuela, estudios superiores universitarios, producción de materiales didácticos, campañas de sensibilización para familias, formación profesional y de adultos, promoción de certificados lingüísticos (básicamente, el Diplôme de Certification Linguistique o DCL) y soporte a las iniciativas que trabajen para la transmisión lingüística.
2. Visibilidad pública de la lengua: soporte a las iniciativas que afavorezcan la presencia de la lengua en la calle (señalización bilingüe), en la economía (empresa, turismo, productos locales...) y en las actividades deportivas y culturales.
3. Medios e industrias culturales: soporte a los medios de comunicación orales (radio), escritos (prensa) y audiovisuales (televisión) y creación de producciones en occitano o subtituladas.
4. Artes escénicas: soporte conjunto de las regiones en las principales manifestaciones culturales occitanas, así como en la creación contemporánea y las prácticas culturales que involucren a la juventud.
5. Herramientas lingüísticas: creación del futuro Congrès permanent de la lenga occitana (Congreso permanente de la lengua occitana), con el objetivo de poner al alcance del público herramientas lingüísticas informatizadas.
6. Evaluación de políticas lingüísticas: realización periódica de encuestas sociolingüísticas sobre los usos, representaciones y competencias en occitano y colaboración con otros organismos de carácter regional.
7. Patrimonio y Patrimonio Cultural Inmaterial: constituir un fondo documental digitalizado sobre el patrimonio cultural inmaterial.

## Estados
- España: la Constitución Española de 1978 se refiere al "especial respeto y protección" de las lenguas y modalidades lingüísticas en su artículo 3.

- Francia
  - La Constitución Francesa de 1958 se refiere al francés como la lengua de la República en su artículo 2.[24]
  - La Ley constitucional n. 2008-727 de 2008 sobre la modernización de las instituciones de la 5ª República reformí el artículo 75 de la Constitución con la introducción de un apartado en el que se establece que "las lenguas regionales forman parte del patrimonio de Francia".[25]

- Italia
  - La Constitución italiana de 1948 se refiere a las lenguas en sus artículos 3 y 6.[26]
  - La Ley 482 1999 sobre las minorías lingüísticas históricas reconoce oficialmente la lengua occitana como minoría lingüística.[27]

- Mónaco: la Constitución de Mónaco de 1962 se refiere al francés como lengua oficial del Principado en su artículo 8).[28]

## Entidades supraestatales
- Unión Europea
  - El Reglamento 1 de 1958 del Consejo de la CEE, con las correspondientes modificaciones posteriores, estableció las lenguas oficiales de la Unión (el occitano no es lengua oficial de la UE).
  - La Carta Europea de las Lenguas Regionales o Minoritarias (1992) legisla sobre las lenguas en la Unión Europea, dando un paraguas legislativo a las lenguas minoritarias (aunque España, Francia e Italia la han firmado, solo España la ha ratificado).